# Императорская армия Японии
Импера́торская а́рмия Япо́нии (яп. 大日本帝国陸軍 дай-Ниппон тэйкоку рикугун, Армия Великой Японской империи) (ИАЯ), современными иероглифами  (яп. 大日本帝國陸軍 дай-Ниппон тэйкоку рикугун) — вид вооружённых сил Японской империи (сухопутные войска, армия), существовавший с 1868 по 1945 годы. 
Армия управлялась Генеральным штабом Императорской армии Японии и подчинялась Министерству армии, но обе эти структуры подчинялись непосредственно Императору Японии как верховному главнокомандующему сухопутных, морских и воздушных сил и генералиссимусу. Третьей структурой, надзирающей над армией, стала Генеральная инспекция авиации. Во время войны или чрезвычайного положения все номинальные обязанности командования со стороны императора сосредотачивались в Императорской Ставке — ad hoc военному органу, который состоял из начальника Генерального штаба армии и его заместителя, министра армии, главнокомандующего Императорского флота и его заместителя, Генерального инспектора авиации и Главного инспектора боевой подготовки.

## История
Предпосылки для создания Императорской Армии Японии оформились в начале реставрации Мэйдзи 1868 года. В ходе гражданской войны 1868—1869 гг. Императорское правительство осознало настоятельную потребность реформирования вооружённых сил. На то время единой государственной армии не существовало, а центральная власть полагалась на отдельные самурайские ополчения отдельных автономных уделов. Для управления ими в августе 1869 года правительство учредило Военное министерство. Наряду с координированием вооружённых сил страны, оно должно было разработать проект их реформы по образцу передовых государств Европы и США.
В феврале 1871 года Императорское правительство, основную часть военной силы которого составляли войска княжеств Сацума, Тёсю и Тоса, сформировало на их основе гвардию (яп. 御親兵 го-симпэй). Она подчинялась непосредственно Императору и была первым подразделением Императорской армии Японии нового образца. Через год правительство ликвидировало Министерство войны, вместо него были созданы два новых — Министерство армии и Министерство флота.
В 1871 году подразделения армии Японии были объединены в гарнизоны (яп. 鎮台). Они размещались по всей стране и возглавлялись отдельными штабами (яп. 営所), находившимися в стратегически важных городах. В январе 1873 года правительство распустило традиционные самурайские ополчения и издало указ о введении всеобщей воинской повинности. Одновременно была реорганизована система гарнизонов, число которых сократили до шести, в соответствии с количеством военных округов (яп. 全国六軍管).
В мирное время численность японской армии составляла 30 тысяч воинов. Её задачей было поддержание правопорядка внутри страны, в частности подавление восстаний самураев и крестьян, недовольных политикой правительства. Однако дальнейшие реформы сухопутных сил Японии были направлены для противодействие внешнему врагу. В частности, в 1874 году 3-тысячный японский контингент осуществил карательный поход на Тайвань, а ряд военных лидеров реставрации Мэйдзи настаивали на завоевании соседней Кореи, с целью навязать ей дипломатические отношения.
В 1923 г. армия состояла из 21 дивизии, но в соответствии с реформой 1924 г. была сокращена до 17 дивизий. Два скачка в развитии военной промышленности (1906-1910 и 1931-1934) позволили перевооружить вооружённые силы.
Японскую императорскую армию отличали особый внутренний уклад, а жизнь солдата была строго регламентирована. С начала 1930 г.г. усиливаются тенденции к моторизации и усилению артиллерии, а также начало перехода к групповой тактике. К началу 30-х годов в строю находилось 19 расчетных первоочередных дивизий (17 дивизий плюс несколько бригад), но на различных ступенях технической готовности - 330 тыс. человек личного состава.

### Резня в Нанкине

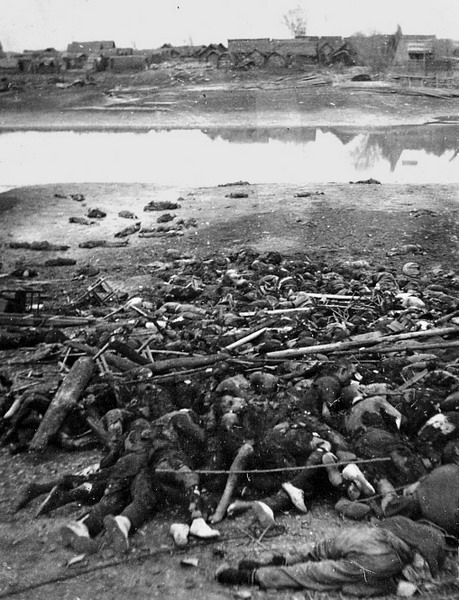
Расстрелянные японской армией жители Нанкина, 1937 г.

В 1937 г. началась война между Китаем и Японией. В августе того же года после кровопролитных и ожесточённых боёв японские войска вошли в Шанхай. После взятия Шанхая японцами падение столицы Китая Нанкина было делом предрешённым. Пропаганда возвеличивала жестокость японских военных, в частности, японская пресса позитивно и глумливо по отношению к китайцам описывала состязание в убийстве 100 человек мечом между двумя японскими офицерами.
13 декабря 1937 года ворвавшиеся в Нанкин японцы устроили резню мирного населения. По официальной версии китайского правительства в течение примерно шести недель солдаты жгли и грабили город, уничтожали самыми зверскими способами его жителей, насиловали женщин. Число пострадавших мирных жителей оценивается китайской стороной в 300 000 погибших и более 20 000 изнасилованных женщин (от семилетних девочек до пожилых женщин). По данным послевоенных трибуналов, число убитых составило более чем двести тысяч. Одной из причин разницы в цифрах является то, что одни исследователи включают в число жертв нанкинской резни только убитых в пределах города, а другие учитывают также погибших в окрестностях Нанкина.
После войны ряд японских военных были осуждены за резню в Нанкине, но главный виновник, принц Асака Ясухико, остался безнаказанным, поскольку члены императорской семьи получили иммунитет от преследования. Несмотря на многочисленные свидетельства и неопровержимые доказательства, японские СМИ называют эти события «инцидентом», преуменьшают масштаб бойни, а иногда отрицают обвинения в Нанкинских преступлениях, называя их нелепыми.

### Резня «Сук Чинг»
После того, как 15 февраля 1942 г. японцы оккупировали британскую колонию Сингапур, оккупационные власти приняли решение выявить и ликвидировать «антияпонские элементы» китайской общины. Под это определение подпадали китайцы-участники обороны Малайского полуострова и Сингапура, бывшие служащие британской администрации и даже простые граждане, сделавшие в своё время пожертвования в фонд помощи Китаю. В расстрельные списки включались также люди, чья вина заключалась лишь в том, что они родились в Китае. Эта операция получила в китайской литературе название «Сук Чинг» (примерно переводится с китайского как «ликвидация, чистка»). Через специальные фильтрационные пункты прошли все проживавшие в Сингапуре китайские мужчины в возрасте от восемнадцати до пятидесяти лет. Тех, кто, по мнению японцев, мог представлять угрозу, вывозили на грузовиках за пределы населённых пунктов и расстреливали из пулемётов.
Вскоре действие операции «Сук Чинг» было распространено на территорию Малайского полуострова. Там из-за нехватки людских ресурсов японские власти приняли решение не проводить дознаний и просто уничтожить всё китайское население. К счастью, в самом начале марта проведение операции на полуострове было приостановлено, поскольку японцам пришлось перебрасывать войска на другие участки фронта.
Число погибших точно неизвестно. По мнению сингапурских и британских властей речь идёт о 100 000 расстрелянных, хотя, возможно, что число в 50 000, прозвучавшее во время проведения послевоенных трибуналов, более реально.
В 1878 году, в ходе подготовки к будущим войнам, правительство выделило из состава Министерства армии Генеральный штаб армии (яп. 参謀本部). Он находился под непосредственным руководством Императора Японии и исполнял роль мозгового центра сухопутных сил. Впоследствии подобный генеральный штаб был создан для флота. Существование двух отдельных генеральных штабов повлекло двоевластие в японских вооружённых силах. В будущем такая двойная система управления вооружёнными силами породила бесконечные споры между армией и флотом по командной вертикали и нанесла значительный ущерб военной мощи японского государства.
В мае 1885 года правительство заменило систему шести гарнизонов 6-ю дивизиями. За три года к ним добавили отдельную гвардейскую дивизию. Эта реорганизация была необходима для ведения полномасштабной войны, вспыхнувшей между Японией и Цинским Китаем в 1894—1895 годах. В ней приняли участие все семь дивизий, численностью 120 тысяч солдат и офицеров. Для Японии это был первый вооруженный конфликт такого масштаба за последние 300 лет. Японцы вышли из него победителями и, на основе полученного опыта, приступили к новой реорганизации армии. Так, на начало русско-японской войны 1904—1905 гг. Императорская армия насчитывала уже 400 тысяч воинов, а в конце конфликта она была увеличена ещё на 100 тысяч. По окончании войны японцы потеряли одну пятую часть своей армии.
С апреля 1907 года, по образцу Великобритании, Франции, России и США, Япония установила оборонительную военную доктрину (яп. 帝国国防方針). Она предусматривала метод превентивного нападения и санкционировала применение японских вооружённых сил в пределах Восточной Азии для защиты интересов государства. Согласно доктрине, численность дивизий Императорской армии Японии в мирное время составляла 25 дивизий, а в военное — 40. В 1918 году доктрина была пополнена приложением о потенциальных противниках Японии, к которым причислялись Россия, США и Китай. В 1923 году порядок противников изменили согласно степени опасности: США, Россия и Китай. В 1936 году к ним добавили Великобританию.
В 1914 году началась Первая мировая война, в которой Япония выступила против стран Тройственного союза. Она объявила войну Германской империи, захватила немецкие владения в Циндао на Шаньдунском полуострове в Китае, а также оккупировала ряд островов на юге Тихого океана.
После Октябрьской революции 1917 года и с началом гражданской войны в России Япония начала интервенцию и отправила в Сибирь 3 дивизии Императорской армии. Японский военный контингент, увеличенный до 100 тысяч человек, до 1922 года оккупировал большую территорию от побережья Приморского края до озера Байкал, но вскоре её потерял из-за роста освободительного движения.
По окончании Первой мировой войны Япония сосредоточила свои усилия на покорении Китая. Локальные конфликты между японской армией и силами Гоминьдана в 1927—1928 годах, такие как Шаньдунский поход или Цзинаньский инцидент, а также завоевание японцами Маньчжурии в 1931—1932 годах, переросли в новую японско-китайскую войну 1937—1945 гг.
Кроме того, японские войска вели боевые действия на границе с СССР.
27 сентября 1940 года Япония подписала Тройственный пакт, вступив в военно-политический союз с Третьим рейхом и фашистской Италией.
С 1941 года на стороне Китая открыто выступили США, что втянуло Японию во Вторую мировую войну. Она закончилась разгромом Японской империи и ликвидацией Императорской армии Японии.

## Организация

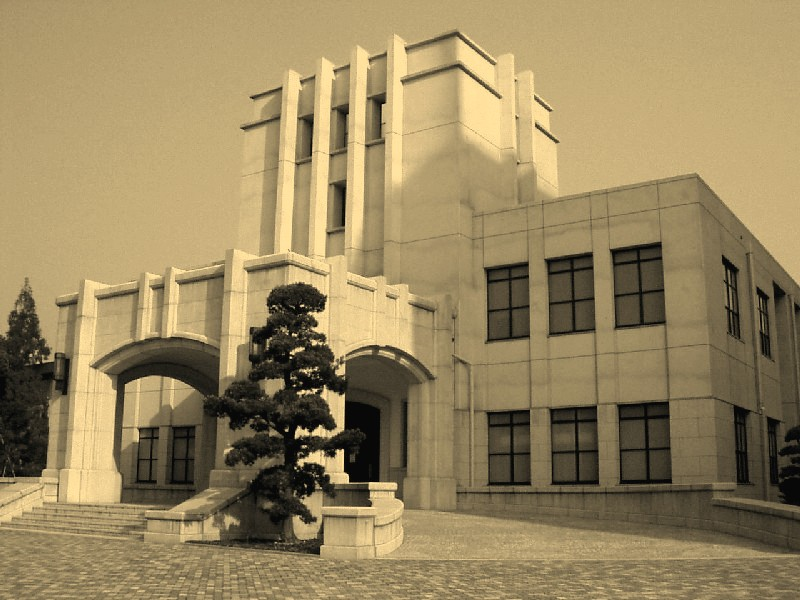
Здание Генерального штаба Императорской армии Японии

Центральными учреждениями, которые руководили Императорской армией Японии, были Министерство армии, Генеральный штаб армии и Главная инспекция военной подготовки. Они назывались тремя армейскими ведомствами (яп. 陸軍三官衙). Их возглавляли министр армии (яп. 陸軍大臣), глава генштаба армии (яп. 参謀総長) и главный инспектор военной подготовки (яп. 教育総監) соответственно. Все три ведомства имели одинаковый статус и непосредственно подчинялись Императору Японии.
Министерство армии было основано в 1872 году. Согласно Конституции Японской империи его глава, министр армии, имел право советовать Императору и был обязан отчитываться о деятельности сухопутных сил. Хотя Император как суверен имел неограниченную власть, он считался лицом священным и неприкосновенным, поэтому ответственность за выполнение Императорских приказов, которые обычно принимались коллегиально, нёс министр. Последний занимался административными вопросами армии и осуществлял контроль над военными кадрами.
Генеральный штаб, образованный в 1878 году, осуществлял непосредственное командование Императорской армией Японии. Его обязанности не были прописаны в Конституции, что стало причиной роста административного и политического влияния ведомства. Изначально армейский Генеральный штаб находился на вершине командной вертикали всех вооруженных сил. Однако после основания Генерального штаба флота в 1893 году право командовать вооруженными силами страны во время войны перешло к Генеральному штабу вооруженных сил Японии. Глава Генерального штаба армии занимался разработкой приказов Императора относительно армии. Эти приказы одобрялись монархом и выполнялись в мирное время министром армии, а в военное — главой армейского генштаба.
Главная инспекция военной подготовки была сформирована в 1900 году и заведовала общевойсковой и образовательной подготовкой личного состава Имперской армии.
Полномочия трёх армейских ведомств определялись при назначении их председателей на должности. Однако в 1913 году контроль за формированием армии и вопрос мобилизации были законодательно закреплены как прерогатива главы Генерального штаба армии. С тех пор же зародилась также практика проведения постоянных совещаний глав трёх армейских ведомств. Эти совещания стали средством влияния армии на правительство и Императора. На них утверждалась кандидатура преемника министра армии.
В 1938 году к трём ведомствам была добавлена новая Главная инспекция армейской авиации (яп. 陸軍航空総監部), которая также подчинялась Императору.
Самой крупной единицей Императорской армии Японии в мирное время была дивизия (яп. 師団 сидан). На 1917 год их насчитывалось 21, в начале 1920-х — 17. В ходе Второй мировой войны их число достигло максимума — 51. В военное время дивизии объединялись в армии (яп. 軍 гун), которые, в свою очередь, объединялись во фронты (яп. 方面軍 хомэн-гун). Исключениями из этого правила были Корейская и Квантунская армия, которые дислоцировались в Корее и Маньчжурии и в мирное время для защиты японских интересов.
Общая административная структура
- Министерство армии
  - Генеральный штаб
    - Главная инспекция боевой подготовки
    - Императорская армия
      - Воздушно-десантные войска
      - Военно-воздушные силы
      - Военная полиция

## Численность
- 1873 — 32 000 человек (в составе), 50 000 (запас)
- 1894 — 96 000 человек (в составе), 150 000 (запас)
- 1903—155 000 человек (в составе), 350 000 (запас)
- 1904—325 000 человек (в составе), 450 000 (запас)
- 1914—335 000 человек (в составе), 685 000 (запас)
- 1918—700 000 человек (в составе), 800 000 (запас)
- 1930—375 000 человек (в составе), 125 000 (запас)
- 1931—700 000 человек (в составе), 850 000 (запас)
- 1941 — 1 750 000 человек (в составе), 1 600 000 (резерв)
- 1943 — 2 200 000 человек (в составе), 2 300 000 (резерв)
- 1945 — 6 100 000 человек (в составе), 1 200 000 (резерв)

## Войны
| Годы      | Конфликт                       |
| --------- | ------------------------------ |
| 1874      | Восстание в Саге               |
| 1874      | Тайваньский поход              |
| 1876      | Восстание Лиги камикадзе       |
| 1876      | Восстание в Акидзуки           |
| 1876      | Восстание в Хаги               |
| 1877      | Сацумское восстание            |
| 1894—1895 | Японо-китайская война          |
| 1904—1905 | Русско-японская война          |
| 1914—1918 | Участие в Первой мировой войне |
| 1918      | Интервенция в Россию           |
| 1931—1932 | Маньчжурский инцидент          |
| 1937—1945 | Японо-китайская война          |
| 1941—1945 | Война на Тихом океане          |
| 1945      | Советско-японская война        |